# Dianema długowąsa
Dianema długowąsa, diadema długowąsa (Dianema longibarbis) – gatunek słodkowodnej ryby sumokształtnej z rodziny kiryskowatych (Callichthyidae). Jest to ryba hodowana w akwariach.

## Występowanie
Dianema długowąsa żyje w wodach dorzecza Amazonki.

## Opis
Ciało wydłużone, torpedowate, osiąga około 9 cm długości. Ubarwienie brązowawe, płetwy lekko zabarwione. Wąsiki czuciowe są skierowane do przodu. Jest ona uznawana za gatunek spokojny, towarzyski.

## Pożywienie
Dianema długowąsa żywi się każdym rodzajem pokarmu.

## Warunki hodowlane
Dianema długowąsa wymaga dużego akwarium (minimum 80 cm długości) i wolnej przestrzeni do pływania w nim. Rośliny powinny rosnąć po bokach i z tyłu akwarium, a na podłożu powinien leżeć dobrze wypłukany żwir lub piasek. Raz w tygodniu należy dokonywać niewielkiej podmiany wody. Temperatura wody powinna wynosić 22–26 °C, pH 6–7,5.